# Mr Freeze
Mr Freeze (på svenska tidigare känd som Dr Köld, ”Mr. Zero” eller Frysaren) är en seriefigur, ursprungligen en entydig superskurk, men framstår i modernare medier mer som en antihjälte, som förekommer i DC Comics berättelser om Batman. Mr Freeze skapades av manusförfattaren  David Wood och tecknaren Sheldon Moldoff. Karaktären gjorde sin debut i Batman #121 (1959). Figuren hette dock Mr Zero i början, men det ändrades efter år 1966 till ”Mr. Freeze” - då man använde det namnet i TV-serien ”Batman” och det överfördes sedan även till serierna.

## Historik
Då figuren ursprungligen hade kallats "Mr Zero" döptes han om och populariserades av 1960-talets TV-serie Läderlappen, där han spelades av olika skådespelare.
Nästan 30 år senare förnyade en annan TV-version av Batman figuren ännu en gång. Batman: The Animated Series återberättade Mr Freezes förflutna i episoden "Heart of Ice", skriven av Paul Dini. Episoden introducerar hans obotligt sjuka, djupfrysta hustru Nora, som närmre förklarade hans besatthet av is, och behovet att bygga en kriminell karriär för att anskaffa forskningsmedel. Som ett resultat har denna mer komplexa och tragiska, antiheroiska figur snabbt blivit populär bland fans. Det har även blivit en standardporträttering för figuren i de flesta former av medier, inklusive serietidningen själv, som tidigare hade figuren som nonchalant hade dödats av Jokern. Freeze återkom i serien efter att episoden sändes.
Episoden sågs vara banbrytande för en tecknad TV-serie och hjälpte till med att sätta tonen för de komplexa, moraliska motiven som setts konstant i resten av serien. Denna bakgrund blev också en kanon i serietidningarna och har kommit att bli Fries officiella ursprung i nästan varje inkarnation av Batman sedan dess.
Element av denna berättelse ingår i 1997 års film Batman & Robin, där Mr Freeze spelas av Arnold Schwarzenegger.

## Fiktiv biografi
Under tiden från sitt första framträdande 1958 framställs Mr Freeze som en skämtsam skurk, liksom många andra av Batmans fiender på den tiden. Han kallades ursprungligen Mr Zero, men producenterna av 1960-talet TV-serie bytte namn på honom till Mr Freeze. Namnet ändrades snart också i serietidningarna.

### Ursprunglig bakgrund
I Pre-Crisis serier förklaras det att Mr Freeze är en skurkaktig vetenskapsman, vars konstruktion av en ispistol gör bakslag då han oavsiktligt spiller kryogena kemikalier på sig själv. Detta resulterar i att han behöver vistas i temperaturer flera grader under noll för att överleva.

### Modern bakgrund
Senare förnyades Mr Freeze genom att man använde Paul Dinis bakgrundsversion. Dr Victor Fries (efternamnet uttalas "freeze") är en erfaren molekylärbiolog. Som barn fascinerades han av att frysa djur, i syfte att bevara deras existens i framtiden. Hans föräldrar, som blir förskräckta över hans "hobby", skickar honom till en strikt internatskola, där han lever en olycklig tillvaro, isolerad från mänskligheten. I college möter han en kvinna med namnet Nora, som han förälskar sig i och slutligen gifter sig med.
Deras lycka blir dock kortvarig då Nora snart blir drabbad av en dödlig sjukdom. Victor, som är villig att göra vad som helst för att rädda hennes liv, började arbeta på Gotham City Lab för att få tillgång till forskningsmedel. Han bestämmer sig för att använda kryoteknik och frysa ned Nora till dess att han hittar ett botemedel. Hans chef, Ferris Boyle, gillar dock inte vad Fries håller på med och beordrar säkerhetsvakterna att dra ut kontakten på maskinen. Det utbryter ett bråk i laboratoriet som slutar med att en explosion av iskalla kemikalier uppstår, som alla utom Fries lyckas undkomma.
Fries överlever detta, men upptäcker att hans kropp har genomgått en mutagen förändring, och kan numera endast överleva i nedkylda omgivningar. Han konstruerar därför en dräkt som skyddar honom i hans förändrade tillstånd, samt en frysgenerenande pistol som vapen. För att hämnas sin mutagena förändring och sin frus förvärrade tillstånd, låter Victor Fries sig själv bli Mr Freeze, Batmans förste fiende med övermänsklig styrka.
Inom ett år möter han Ferris Boyle, som håller hans fru i förvar i ett försök att gå i vinst. Mr Freeze använder sin frysstråle mot Boyle för att frysa in honom. Boyle ber om nåd, men Freeze vill att han ska lida för det han gjort. Batman dyker dock upp, som är medveten om vad Boyle har gjort mot Fries och därför har sympatin på Fries sida, men måste ändå rädda livet på Boyle och låta rättvisan ta hand om honom. Freeze riktar då in sin våldsamma uppmärksamhet på hjälten. Freeze blir dock besegrad och skickad till Arkham, där han förvaras i en minusgradig cell utan sin dräkt.
Under åren har Mr Freeze byggt upp en brottslig karriär för att skaffa finansieringar till sin fortsatta forskning. Detta har orsakat att han och Batman har konfronterat och slagits mot varandra flera gånger.

## Krafter och förmågor
Liksom många andra Batmanskurkar så utför Mr Freeze sina brott under ett specifikt tema, i hans fall, is och kyla. Han kan frysa områden runt omkring sig genom att använda speciella vapen och enheter, främst en handhållen fryspistol. Hans kyldräkt ger honom övermänsklig styrka och osårbarhet, vilket gör honom till en kraftfull skurk i Batmans skurkgalleri.
I en berättelse ur Unleashed Underworld beviljar demonen Neron Mr Freeze förmågan att generera minusgradiga temperaturer, och därigenom behövde han inte längre sin fryspistol eller kyldräkt. Men efter hans möte med Green Lantern, Donna Troy och Purgatory i Central Park återgick han tillbaka till sitt ursprungliga behov av kylenheter. Han skaffade sig då en ny kylutrustning och nytt vapen.

## I andra medier

### Läderlappen (1966-1968)
I den parodiartade TV-serien Läderlappen (1966-1968) dyker Mr Freeze upp tre gånger, varje gång gestaltad av olika skådespelare. Han spelades vid de olika tillfällena av George Sanders, Otto Preminger och Eli Wallach. Sanders och Wallach använde tyska accenter för rollen medan Preminger använde sin egen österrikiska accent. Medan George Sanders version bar den klassiska kyldräkten bar Otto Preminger och Eli Wallachs versioner "fryskragar" runt sina halsar. I denna serie har Mr Freeze aliaset doktor Schimmell. Det nämns även att det var Batman som av en olyckshändelse spillde kryogena kemikalier över honom under ett arresteringsförsök, som tvingade honom att bära en frysdräkt i temperaturer över -50 °C. Mr Freeze känner därmed ett stort förakt mot Batman, och Batman har en djup skuldkänsla för detta. Det var denna TV-serie som ändrade Mr Zeros namn till Mr Freeze, som senare adapterades i serietidningarna.

### Filmation-serien (1968-1977)
Mr Freeze dyker upp som en återkommande skurk i den animerade TV-serien The Adventures of Batman, med röst av Ted Knight. Freeze dyker även upp i avsnittet "The Deep Freeze" av den uppföljande serien The New Adventures of Batman, med röst av Lennie Weinrib.

### DC Animated Universe (1992-2006)
Mr Freeze dyker upp i ett flertal serier i DC animated universe, med röst av Michael Ansara. I svenska duddades han av Fredrik Dolk och Gunnar Ernblad. I Batman: The Animated Series introduceras han i episoden "Heart of Ice". Här stjäl han olika maskindelar med vilka han tänker bygga en fryskanon för att hämnas på sin före detta arbetsgivare, Ferris Boyle, efter vad han gjort mot honom och hans fru. Han dyker sedan upp i episoden "Deep Freeze", där han blir kidnappad från sin fängelsecell och tvingad till att arbeta för miljonären Grant Walker. Det var denna serie som introducerade hans döende hustru Nora, som senare adapterades i serietidningarna. Mr Freeze medverkar även i långfilmen Batman & Mr. Freeze: SubZero, i vilken han (som Victor Fries) lever ett tillbakadraget liv från brottsligheten på Nordpolen tillsammans med sina två isbjörnar till husdjur i sitt sökande efter ett botemedel för Nora. Men efter att ett par vårdslösa utforskare råkar förstöra hennes kryogena behållare förvärras hennes tillstånd, och Fries måste snabbt hitta ett botemedel innan det är för sent. Han blir återigen Mr Freeze för att genom kriminella medel hitta ett botemedel för sin hustrus sjukdom. Han får assistans från Dr. Gregory Belson, som berättar att Nora är i behov av en organtransplantation. Men eftersom det inte finns några aktuella donanter med samma blodgrupp som hon riktar de in sig på en levande måltavla – Barbara Gordon.  I The New Batman Adventures dyker han upp i episoden "Cold Comfort". Hans tillstånd har nu förvärrats då hans kropp nu har börjat falla samman. Hans hustru Nora har blivit återupplivad, men då Mr Freeze undvikit henne på grund av sitt tillstånd har Nora gift om sig. Förargad över detta bestämmer sig Freeze för att göra livet till en pina för alla invånarna i Gotham. I Batman Beyond dyker han upp i episoden "Meltdown", där det visar sig att han inte har åldrats på 40 år genom sin genetiska mutation.

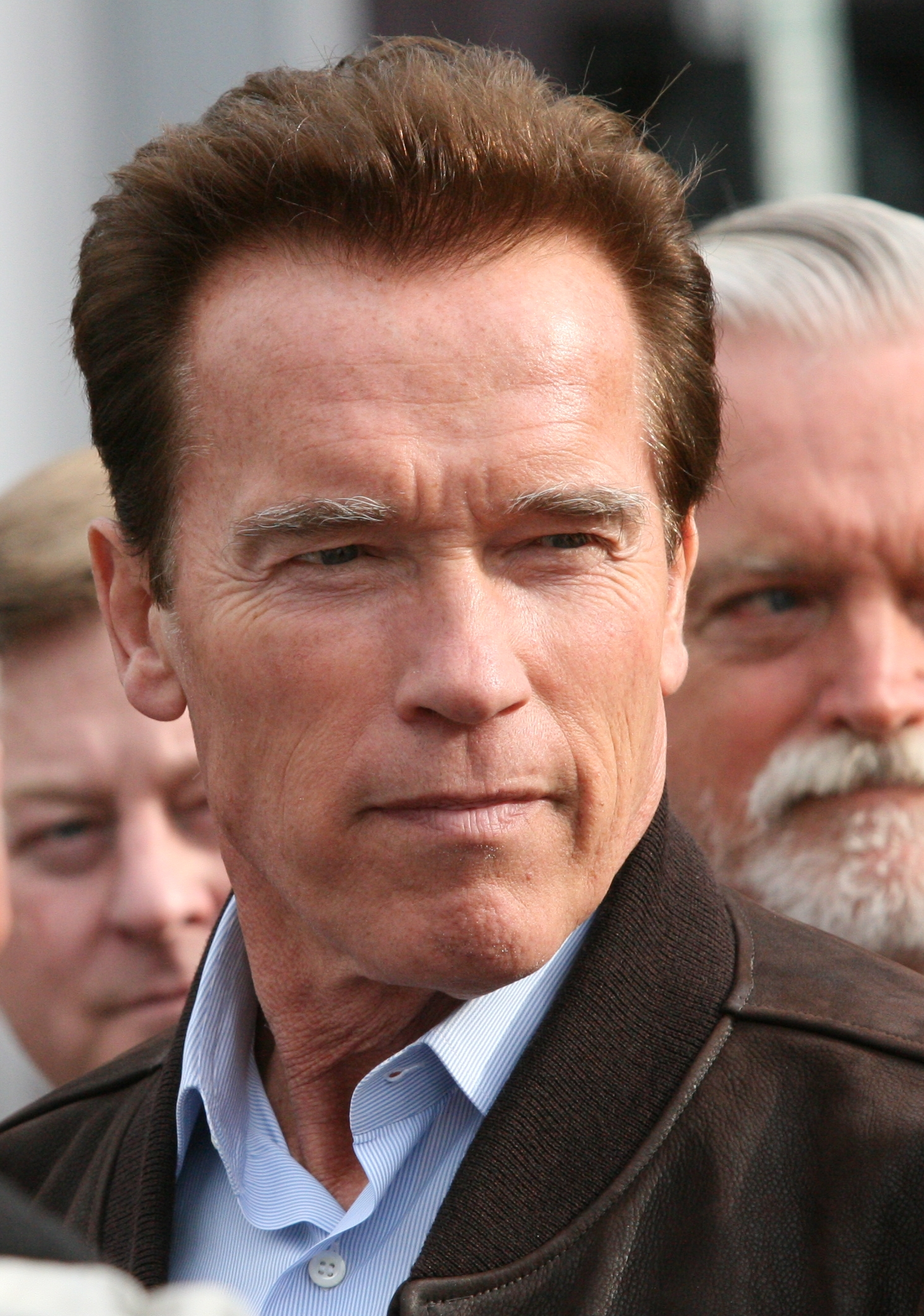
Arnold Schwarzenegger spelade Mr Freeze i filmen Batman & Robin (1997).

### Batman & Robin (1997)
Mr Freeze dyker upp i filmen Batman & Robin (1997), spelad av Arnold Schwarzenegger. Han fungerar som en av filmens främsta antagonister tillsammans Poison Ivy och Bane. I filmen stjäl han diamanter då hans dräkt drivs av energi från dessa, samtidigt som han försöker rädda livet på sin hustru Nora, som befinner sig i en behållare under sin behandling av MacGregors Syndrom. Efter en misslyckad kupp hamnar Freeze i fängelse, men blir snart befriad av Poison Ivy och Bane. Poison Ivy, som visar sig vara intim med Mr Freeze, drar ut kontakten på Noras behållare och lämnar henne att dö. Hon övertygar därefter Freeze att det var Batman som gjorde det. I sin drift av hämndlystenhet tänker han använda en stor fryskanon för att täcka hela Gotham i en evig vinter. Efter Freezes nederlag berättar Batman att det var Poison Ivy som drog ut kontakten på Noras behållare, och inte han. Han berättar dock att Nora fortfarande är vid liv då han återställde hennes behållare. Då Alfred också är drabbad av MacGregors Syndrom, men i det första stadiet, ber Batman Freeze om botemedlet. Efter detta hamnar Freeze i samma fängelsecell som Poison Ivy, och bestämmer sig för att göra livet till ett helvete för henne. Filmen hade i stort sett sin egen tolkning av figuren, även om den innehåller den animerade seriens version om dennes tragiska ursprung. Under hela filmen använder han ordlekar och vitsar med anknytning till kallt väder och temperaturer (till exempel "You’re not sending me to the cooler!", "Allow me to break the ice", "Let's kick some ice", etc). Filmens karakterisering av Mr Freeze, liksom Schwarzeneggers porträttering, var ett allmänt ämne för både kritiker och fans.

### The Batman (2005-2008)
Mr Freeze dyker även upp i The Batman, med röst av Clancy Brown och i svenska av Stephan Karlsén. Denna version av Mr Freeze är en bankrånare som blir tvingad till att bära en kryogen dräkt under resten av sitt liv efter en olycka under flykten från Batman. Till skillnad från andra versioner avfyrar den här isstrålar direkt ur händerna istället för från en pistol.

### Batman: The Brave and the Bold (2008-2011)
Mr Freeze medverkar i TV-serien Batman: The Brave and the Bold, där hans utseende är baserat på Silver Age-versionen då han var känd som "Mr Zero". John DiMaggio medverkade då som hans röst med en tysk accent.

### Batman: Arkham-serien (2009-)
I TV-spelet Batman: Arkham City (2011) dyker Mr Freeze upp både som boss och allierad till Batman, med röst av Maurice LaMarche. Efter att ha blivit förgiftad av Jokern söker sig Batman till Freeze för att få ett botemedel. Det visar sig dock att han hålls fången av Pingvinen, som även har stulit hans frysvapen. Efter att ha återfått sin dräkt och sitt vapen hämnas Freeze på Pingvinen genom att låsa in honom i ett vitrinskåp. Freeze berättar sedan att han behöver ett blodprov från Ra's al Ghul för att slutföra botemedlet. När Batman återvänder med det visar det sig att Jokerns hantlangare har kidnappat Nora, och Freeze kräver att Batman räddar henne. Batman är då tvungen att slåss mot honom. Efter Freezes nederlag ber han om förlåtelse och förser Batman med användbara vapen.